# 保衛與復原愛國運動
保衛與復原愛國運動（法語：Mouvement patriotique pour la sauvegarde et la restauration, MPSR）是自2022年1月布基纳法索政变後執政的布吉納法索軍政府。首任主席为中校保罗-亨利·桑达奥果·达米巴。同年9月30日，达米巴在政变中被推翻，易卜拉欣·特拉奥雷接任主席。

## 歷任主席
1. 保罗-亨利·桑达奥果·达米巴（2022年1月24日—2022年9月30日）
2. 易卜拉欣·特拉奥雷（2022年9月30日至今）

## 成員
- 主席：易卜拉欣·特拉奥雷
- 副主席：空缺